# Campaña de Taiz (2015-2020)
La campaña de Taiz (2015-presente) es un enfrentamiento militar prolongado entre fuerzas yemeníes opuestas en la ciudad de Taiz por el control de la ciudad y sus alrededores. La batalla comenzó un mes después del inicio de la Guerra Civil Yemení.

## Antecedentes
Las fuerzas hutíes respaldadas por tropas leales a Ali Abdullah Saleh, el influyente expresidente de Yemen y líder del partido del Congreso General del Pueblo, invadieron Taiz el 22 de marzo, capturando el aeropuerto militar y otras partes clave de la ciudad. Encontraron poca resistencia, aunque, según informes, hombres armados hutíes dispararon al aire para dispersar las protestas. Un manifestante murió y cinco más resultaron heridos.
Dos días después, cinco manifestantes murieron a manos de los hutíes y 80 resultaron heridos durante una protesta el 24 de marzo contra su presencia en la ciudad, mientras que en la ciudad de Al Turba, 80 km al suroeste, tres manifestantes murieron y 12 resultaron heridos mientras atacando una posición hutí.
Según los informes, el 11 de abril de 2015, soldados y combatientes prohutíes leales al presidente Abdrabbuh Mansur Hadi se movilizaron alrededor de Taiz, con la 35.a Brigada Blindada desplegándose en las calles de la ciudad y milicianos antihutíes ocupando posiciones al norte de la ciudad, en medio de los ataques aéreos los líderes saudíes de la coalición en el área. La 22ª Brigada de la Guardia Republicana fue alcanzada por un ataque aéreo, al igual que la aldea de Al-Dhahirah en el distrito de Mawiyah, al día siguiente.

## Cronología

### 2015

Situación en Ta'izz, mediados de julio de 2015

El 15 de abril de 2015, fuentes militares yemeníes informaron de que cinco brigadas militares pro-Saleh desertaron en todo el país, y una de ellas combatió a los hutíes en la gobernación de Taiz.
Los ataques aéreos golpearon posiciones militares de la Guardia Republicana y Houthi en Taiz y sus alrededores el 17 de abril de 2015. Un funcionario del gobierno en Taiz dijo a Xinhua que los ataques aéreos habían causado decenas de heridos y prácticamente destruyeron la infraestructura de Taiz, así como las bases militares que atacaron.
Entre el 17 y el 18 de abril de 2015, al menos 30 personas murieron cuando hombres armados hutíes, apoyados por la Guardia Republicana de élite, asaltaron el cuartel general de la 35ª Brigada del Ejército Blindado, que había declarado su lealtad a Hadi. Entre los muertos había entre 8 y 16 combatientes pro-Hadi y entre 14 y 19 hutíes, así como tres civiles. Otro informe situó el número de muertos en 85. En la mañana del 19 de abril, murieron 10 hutíes más y cuatro combatientes pro-Hadi.
El 22 de abril de 2015, las fuerzas hutíes capturaron la base militar de la brigada pro-Hadi en Taiz. Se llevó a cabo un ataque aéreo contra la base poco después de su captura. Diez soldados pro-Hadi murieron en la batalla por la base.
Cuatro días después, los residentes informaron que las fuerzas pro-Hadi habían capturado varios distritos de la ciudad a los hutíes. Los combates fueron más intensos alrededor de los edificios gubernamentales y de seguridad en el centro de la ciudad, con unos 20 civiles muertos. La OMS calculó el número de muertos en 19 civiles, después de que el hospital local Al-Thawra fuera atacado.
Los enfrentamientos estallaron en Taiz el 16 de mayo, a pesar de un alto el fuego de cinco días acordado por los hutíes, las facciones militares y la coalición liderada por Arabia Saudita. Al menos una docena de civiles y varios combatientes tanto del lado pro-hutí como del lado pro-Hadi murieron.
El 24 de julio, los ataques aéreos tuvieron como objetivo dos complejos residenciales pertenecientes a ingenieros y técnicos de la central eléctrica de al-Mukha en la provincia de Taiz.
Para el 5 de agosto de 2015, las fuerzas pro-Hadi en Ta'izz habían recibido refuerzos desde el sur, lo que les permitió capturar el 75% de Ta'izz.
El 16 de agosto de 2015, solo unos días después de una ofensiva pro-Hadi a gran escala en el sur de Yemen, las fuerzas pro-Hadi, respaldadas por ataques aéreos sauditas, recuperaron la mayor parte de la ciudad de Ta'izz. Sin embargo, los hutíes lograron revertir las ganancias de los leales, capturando una serie de posiciones estratégicas de los jardines de Al-Salih, junto con áreas de la región de la montaña Al-Dabab después de semanas de pérdidas, mientras que los leales a Hadi atribuyeron la retirada debido a la falta de equipo militar. en comparación con las fuerzas hutíes de la zona, que disfrutaban de una ventaja en términos de suministros.
14 civiles murieron y 70 resultaron heridos el 22 de octubre debido a los bombardeos de los hutíes y las fuerzas progubernamentales.
El coronel de Arabia Saudita Abdullah al-Saihan y el coronel emiratí Mohammed Ali al-Kitbi, que operaban en la zona de Taiz, murieron en un ataque con cohetes de milicianos hutíes el 14 de diciembre de 2015. Eran algunos de los oficiales de mayor rango de la Arabia Saudita -Liderada coalición asesinada en la guerra.

### 2016
BBC informó el 22 de febrero que había aparecido un video que mostraba a AQAP luchando en la batalla junto a combatientes pro-Hadi. Sin embargo, la coalición de gobiernos sunitas a favor de Hadi ha negado cooperar con los extremistas. Según organizaciones humanitarias, 58 civiles y 269 más resultaron heridos en febrero por los enfrentamientos en Taiz.
El 12 de marzo, los combatientes progubernamentales hicieron un progreso significativo en Taiz, al capturar varios distritos y edificios gubernamentales y expulsaron a muchos combatientes hutíes de la zona.
El 17 de marzo llegó ayuda humanitaria a la parte reconquistada de Taiz.
El 19 de marzo, combatientes hutíes atacaron a combatientes pro-Hadi en la parte reconquistada de la ciudad. Funcionarios de seguridad y médicos yemeníes dijeron que 35 combatientes habían muerto en enfrentamientos entre rebeldes chiitas y fuerzas progubernamentales en Taiz. Los funcionarios dijeron que los hutíes estaban tratando de retomar la parte occidental de la ciudad, mientras que la coalición liderada por Arabia Saudita lanzó más de una docena de ataques aéreos para evitar que los hutíes avanzaran.
El 22 de marzo, al menos 39 hutíes murieron y decenas más resultaron heridos cuando los hutíes recuperaron Taiz de las fuerzas progubernamentales. Durante el fin de semana, al menos 55 personas, incluidos civiles, murieron en dos días de intensos combates en la ciudad y sus alrededores.
El 24 de marzo, los hutíes intensificaron su ofensiva recuperando la parte perdida de Taiz y algunas carreteras estratégicas que conducen a Adén . Los hutíes construyeron murallas para evitar que los refuerzos leales a Hadi llegaran a la ciudad. Mientras tanto, 13 camiones con ayuda humanitaria, llegaron a la parte de Taiz recapturada por el gobierno.
El 25 de marzo, según los informes, la coalición liderada por Arabia Saudita mató a 14 civiles dentro de la parte de Taiz ocupada por los hutíes.
Las fuerzas hutíes y las fuerzas aliadas leales al expresidente Saleh tomaron el control del centro del distrito de Al Wazi'iyah en la gobernación suroeste de Taiz el 1 de abril.
Las fuerzas opositoras acordaron un alto el fuego en Taiz, que se hizo cumplir el 11 de abril. Los residentes y periodistas locales informaron de una violación que dijeron que los hutíes bombardearon áreas residenciales y una base militar después de la medianoche.
El 12 de abril, PressTV informó que a pesar de un acuerdo de alto el fuego que comenzó el 10 de abril, las fuerzas lideradas por Arabia Saudita atacaron lugares en Taiz y los aviones de combate saudíes violaron el espacio aéreo de la ciudad.
El 17 de abril se llegó a un acuerdo entre los hutíes y los leales para reforzar el alto el fuego en todos los frentes de la ciudad.

#### Después del alto el fuego y nuevos enfrentamientos
El 18 de abril, las milicias y fuerzas hutíes leales al presidente derrocado Ali Abdullah Saleh continuaron bombardeando barrios residenciales en la ciudad de Taiz y la apertura de los puertos este y oeste de la ciudad, a pesar de la firma de un acuerdo de tregua el día anterior. La agencia oficial de noticias yemení citó a una fuente yemení local diciendo: "Anoche se escucharon explosiones violentas en más de un frente, mientras que las dos salidas orientales que conducen a Sanaa y la occidental que conduce a Al Hudaydah fueron cerradas y sitiadas por los hutíes". . " El Buró de Medios de la Resistencia Popular en Taiz ha registrado más de 16 violaciones cometidas por las milicias golpistas, que incluyeron bombardeos de bases militares, sitios de resistencia y barrios residenciales durante el cronograma de tregua acordado.
6 personas; entre ellos, 1 combatiente progubernamental y 5 combatientes hutíes murieron el 9 de mayo durante los bombardeos de fuerzas hutíes y progubernamentales.
MSF informó el 3 de junio que un cohete disparado en un mercado abarrotado había matado a 6 personas y lesionado 18. Sin embargo, el 6 de junio se informó más tarde que el ataque con cohetes había matado a 12 personas y había dejado más de 122 heridos, un número mucho mayor que el número informado anteriormente. Dos ataques con cohetes el 6 de junio mataron a una mujer e hirieron a sus tres hijos. 45 personas, incluidos tres civiles, murieron el mismo día en dos días de enfrentamientos.
El 18 de junio, las partes en conflicto intercambiaron 194 prisioneros, 118 de los cuales eran combatientes hutíes y los otros 78 combatientes progubernamentales. 13 personas murieron durante los enfrentamientos del 22 de junio. Un mortero disparado por los hutíes en el centro de Taiz mató a cinco personas e hirió a otras cinco. 2 combatientes progubernamentales murieron y otros 8 resultaron heridos en combates en el oeste de Taiz, según Abdel Aziz al-Majedi, quien también afirmó que decenas de combatientes hutíes murieron y resultaron heridos y que varios de ellos fueron capturados.
El 26 de junio, los hutíes capturaron la base de la Brigada 35, también conocida como "Campamento Al-Qasr" después de una semana de batalla..
El 3 de julio, durante las horas de la mañana, los comités populares yemeníes y los combatientes hutíes lograron capturar un emplazamiento militar estratégico en el distrito de Haifan de la gobernación de Ta'iz después de feroces enfrentamientos contra las fuerzas hadi respaldadas por la Coalición.
El 8 de julio, un ataque aéreo de la Coalición liderado por Arabia Saudita tuvo como objetivo una reunión de combatientes hutíes en la ciudad de Mocha, matando a 17 e hiriendo a decenas más.
El 25 de julio, las milicias pro-Hadi capturaron una zona montañosa cerca de Taiz.
El 27 de julio, el ejército yemení y las milicias de Al-Islah tomaron el control de la aldea de Sarari y, según los informes, encontraron un campo de entrenamiento iraní allí.
Las milicias salafistas volaron una mezquita de un santo sufí el 29 de julio.
En agosto de 2016, los hutíes habían capturado el distrito de Hayfan, capturando así el sur de Taiz por completo. Esta victoria les permitió cortar la carretera Taiz-Lahij y acercarlos a Tor al-Baha. La coalición liderada por Arabia Saudita llevó a cabo ataques aéreos y redadas contra los hutíes en la gobernación y se informó de enfrentamientos entre los hutíes y las fuerzas progubernamentales en el distrito de Al-Silw.
El 9 de agosto de 2016, 11 civiles, incluidos siete niños, fueron asesinados por una mina anti-vehículos en Al Wazi'iyah, que se encuentra en la parte occidental de la provincia de Taizz.
El 16 de agosto, las milicias hutíes y las fuerzas leales a Ali Abdullah Saleh cortaron las últimas rutas de suministro entre Taiz y Aden, controlada por el gobierno.
El 18 de agosto, las tropas progubernamentales lanzaron una ofensiva contra los hutíes para romper su sitio alrededor de Taiz. Fuentes progubernamentales afirmaron que las tropas habían capturado varias áreas al este y al oeste de la ciudad.
Los hutíes cortaron la última ruta de suministro de combatientes pro-Hadi a Adén el 20 de agosto. Las fuerzas progubernamentales afirmaron haber roto parcialmente el asedio a la ciudad más tarde en el día después de capturar la montaña Han.

Situación en Ta'izz, mediados de agosto de 2016

El 22 de agosto, fuentes militares yemeníes afirmaron que 11 combatientes hutíes murieron durante enfrentamientos cerca de la entrada occidental de Taiz, mientras que 2 combatientes hutíes murieron durante un ataque aéreo de la coalición liderada por Arabia Saudita en la entrada norte de Taiz. Se informó que al menos 15 civiles murieron el 28 de agosto cuando aviones saudíes llevaron a cabo ataques aéreos contra un minibús que los transportaba.
6 civiles murieron en el distrito de As Silw el 12 de septiembre cuando un cohete Katyusha disparado por combatientes prohutíes cayó sobre su casa.
El 14 de septiembre, fuentes progubernamentales afirmaron que cinco combatientes hutíes murieron cuando los hutíes lanzaron una ofensiva en la zona montañosa de Khabub.
El 15 de septiembre, las fuerzas prohutíes declararon que 27 combatientes hutíes y 13 combatientes progubernamentales murieron durante los enfrentamientos en Taiz. También se informa que 200.000 civiles quedaron atrapados en los combates en Taiz.
Según los informes, el 30 de septiembre, un alto comandante hutí, Abu Nasr Alkhawlany, junto con ocho de sus compañeros, murieron en una incursión organizada por la coalición en la aldea de Alrawd, ubicada al oeste de Taiz.
El 3 de octubre, al menos 10 civiles murieron en un ataque con cohetes en el distrito de Beir al-Basha en Taiz.
En la noche del 25 de octubre, el jefe de operaciones de misiles de los hutíes, Mohammed Nasser Al-Kaait, fue asesinado por un ataque aéreo de la coalición saudí en la zona de Marran de la provincia de Taiz.
El 26 de octubre, un alto agente militar hutí, Abu Majed, murió junto con varios otros combatientes en el oeste de la ciudad de Taiz.
El 30 de octubre, al menos 18 civiles murieron en un ataque aéreo de la coalición liderado por Arabia Saudita en el distrito de As Silw.
El 2 de noviembre, al menos 28 combatientes hutíes y seis leales al gobierno murieron durante enfrentamientos en la ciudad de Taiz. Abd Hamoud, el comandante de las tribus progubernamentales, dijo que están tratando de tomar el control de los lugares montañosos que dan a la carretera Taiz Al Rahida que une la ciudad con Adén.
El 13 de noviembre, las fuerzas progubernamentales dijeron en un comunicado que siete militantes hutíes murieron y otros tres resultaron heridos en enfrentamientos. Mientras tanto, según informes, dos civiles murieron y otros dos resultaron heridos cuando los rebeldes hutíes bombardearon un distrito residencial en el este de Taiz.
El 15 de noviembre, al menos 20 combatientes hutíes murieron durante los enfrentamientos en Taiz. Las tropas progubernamentales respaldadas por miembros de tribus aliadas lanzaron un gran impulso para expulsar a los hutíes de Taiz y tomaron el control del distrito de Saleh que da al palacio presidencial. Las fuerzas gubernamentales anunciaron que habían liberado el lado occidental de la ciudad y anunciaron la ruptura parcial del asedio hutí. Según los informes, un comandante de campo hutí conocido como Abu Bassam murió en los enfrentamientos.

#### 17 de noviembre alto el fuego negociado por Estados Unidos
El 17 de noviembre, al menos 21 civiles murieron y 76 resultaron heridos tras el bombardeo de un concurrido mercado en Taiz. Testigos dijeron que el ataque al mercado tuvo lugar en un área bajo el control de los hutíes. No quedó claro de inmediato quién disparó contra el mercado. El mismo día, las fuentes también confirmaron que los leales pudieron retomar el control completo de partes del este de Taiz. Los combatientes progubernamentales pudieron recuperar el control de la ciudad de Al-Jehmaliah. 15 combatientes hutíes y 9 combatientes progubernamentales murieron en enfrentamientos durante la noche del 20 de noviembre. El alto el fuego terminó al día siguiente y la coalición liderada por Arabia Saudita declaró que no se repetirá debido a las repetidas violaciones. Los combatientes progubernamentales también atacaron a los hutíes en las afueras del oeste de la ciudad el mismo día, apuntando a una base de defensa aérea.

#### Continúan los enfrentamientos
El 22 de noviembre, once rebeldes hutíes y cinco soldados del gobierno murieron en las afueras de Taiz, dijeron las autoridades, cuando las fuerzas gubernamentales repelieron un ataque de los hutíes. El ataque, que comenzó a última hora del día anterior, tuvo como objetivo la zona de al-Dhabab, que proporciona a las fuerzas pro-Hadi su único acceso a Taiz, que está rodeada por los rebeldes. Los aviones de combate de la coalición liderada por Arabia Saudita también participaron en operaciones defensivas y repeleron el ataque de los hutíes.
El 24 de noviembre, al menos diez miembros de la milicia hutí y sus aliados murieron en enfrentamientos con fuerzas progubernamentales en Taiz. "El ejército nacional de Yemen rechazó un ataque de milicianos hutíes y sus aliados en un campamento de defensa aérea en el oeste de Taiz", dijo el coronel Abdu al-Saghir, líder de la 17.ª División del ejército, a la Agencia Anadolu. También afirmó que las fuerzas progubernamentales no habían sufrido pérdidas y habían logrado recuperar las dos colinas de Al-Sawda y Al-Khalwa en la ciudad.
El 26 de noviembre, las fuerzas gubernamentales frustraron un ataque hutí contra un puesto militar en el este de Taiz, matando a 11 hutíes e hiriendo a decenas. Un combatiente progubernamental murió y otros 11 resultaron heridos en los enfrentamientos, dijeron las fuerzas progubernamentales en un comunicado. Mientras tanto, según informes, dos civiles murieron cuando los hutíes bombardearon un barrio residencial en el centro de Taiz. El 28 de noviembre, las fuerzas progubernamentales repelieron un ataque hutí en la zona de Al Dhabab de Taiz. Las fuerzas progubernamentales enviaron refuerzos el 3 de diciembre para asegurar la costa del Mar Rojo, incluida Dhubab de los hutíes.
Al-Arabiya, de propiedad saudí, declaró el 5 de diciembre que aviones de la coalición liderada por Arabia Saudita bombardearon barcos supuestamente cargados con armas que se pasaban de contrabando a las milicias hutíes frente a las costas de Moca y Dhubab, situadas en el oeste de Taiz. Sin embargo, la agencia de noticias Saba de Yemen declaró que el barco en realidad transportaba a pescadores paquistaníes, 6 de los cuales murieron en el ataque aéreo. Las fuerzas progubernamentales repelieron un ataque de los hutíes en Taiz el 6 de diciembre. También afirmaron haber tomado varias posiciones residenciales en el este de Taiz. La coalición llevó a cabo varios ataques aéreos contra posiciones hutíes el 9 de diciembre, destruyendo algunos de sus depósitos de armas.
Los comandantes del ejército afirmaron el 12 de diciembre que 18 combatientes hutíes murieron en enfrentamientos en varios frentes alrededor de la ciudad, principalmente en sus bordes orientales. El 22 de diciembre, los combates en la ciudad norteña de Taiz dejaron 14 hutíes y ocho combatientes progubernamentales muertos según fuentes militares.

### 2017
El 1 de enero, cuatro civiles, incluidos tres niños, murieron cuando una bomba hutí alcanzó zonas residenciales en la ciudad de Taiz, dijeron un funcionario local y fuentes médicas.
El 18 de enero, los hutíes dispararon granadas de mortero que cayeron en el distrito de Al-Nour, al oeste de Taiz, que mataron al menos a nueve civiles e hirieron a ocho.

#### Operación Golden Arrow

Mapa del sitio de Taiz en el suroeste de Yemen a partir de la primavera de 2017.

El 5 de enero, estallaron los enfrentamientos cuando los hutíes lanzaron una nueva ofensiva para tomar el control de varios lugares en los bordes occidental y oriental de la ciudad. Al menos 20 personas, incluido un estudiante de primaria, murieron y decenas resultaron heridas en dos días de enfrentamientos, según dijeron los comandantes del ejército. Ninguno de los dos bandos obtiene ganancias durante la lucha. Los hutíes y sus aliados también lanzaron un asalto cerca del estrecho de Bab-el-Mandeb , y fuentes pro-hutíes y progubernamentales afirmaron que mataron a varios soldados. Mientras tanto, la coalición liderada por Arabia Saudita llevó a cabo ataques aéreos contra sitios afiliados a ellos en el suroeste de Taiz, y fuentes locales informaron la destrucción de varios vehículos militares que les pertenecían, así como al menos una plataforma de cohetes. Desde entonces, al menos 55 hutíes han muerto en enfrentamientos y otros 72 han resultado heridos, dijeron fuentes militares y médicas.
El 8 de enero, al menos 68 combatientes murieron en dos días de feroces batallas entre las fuerzas yemeníes y los rebeldes hutíes cerca del estratégico estrecho de Bab al-Mandab, dijeron funcionarios militares. Los enfrentamientos desde el 7 de enero también han matado a 13 fuerzas leales, incluido un general del ejército, el general de brigada Abdul Aziz al-Majidi, un comandante leal. un alto comandante del ejército dijo a Gulf News que las fuerzas progubernamentales liberaron por completo el distrito de Dhubab mientras avanzaba hacia otras regiones cercanas.
El 9 de enero, Abdo Abdullah Majili, portavoz del ejército yemení, dijo que las tropas gubernamentales habían expulsado a los hutíes de la montaña Al Mansoura en Al Waziya.
El 10 de enero, las fuerzas progubernamentales afirmaron que habían recuperado las montañas Al-Owaid y Al-Nuba en el distrito de Maqbanah de los hutíes, lo que se considera de importancia estratégica ya que ambos tienen vistas a la carretera principal que une las provincias de Taiz y Hudeida.
El 15 de enero, las fuerzas progubernamentales están "a punto" de tomar el control de la región de Al Jadeed, matando a decenas de hutíes en fuertes enfrentamientos durante el proceso. Un comandante pro-Hadi también dijo que solo el 16 por ciento de la provincia de Taiz todavía está bajo el control de los hutíes.
El 21 y 22 de enero, al menos 52 combatientes hutíes y sus tropas aliadas murieron en ataques aéreos de la coalición saudí en Mocha. Los hutíes dijeron que han matado a 14 soldados progubernamentales.
El 23 de enero, las fuerzas progubernamentales afirmaron haber capturado la ciudad portuaria clave de Mocha a los combatientes hutíes.
El 24 de enero, al menos 28 hutíes y 12 combatientes progubernamentales murieron en combates en las últimas 24 horas, dijeron fuentes militares y médicas. Los enfrentamientos continuaron durante el día en las afueras del sur y este de la ciudad de Mocha. Un oficial militar también dijo que los hutíes todavía controlan el centro de la ciudad.
El 1 de febrero, fuentes militares y médicas dijeron que 25 combatientes hutíes y seis soldados progubernamentales murieron durante los enfrentamientos en Mocha.
El 7 de febrero, la agencia de noticias Emirates informó que las fuerzas progubernamentales yemeníes respaldadas por las tropas de la coalición saudí habían asegurado Mocha. Este informe fue contradicho por otras fuentes.
El 8 de febrero, veinticuatro combatientes hutíes y ocho soldados leales murieron en combates en Mocha.
El 10 de febrero, una fuente militar leal confirmó que las fuerzas progubernamentales tenían "el control total" de la ciudad de Mocha.
El 22 de febrero, 18 soldados progubernamentales y 21 combatientes hutíes murieron en enfrentamientos en las afueras de la ciudad de Mocha. Otros al menos 50 combatientes de ambos lados también resultaron heridos en los enfrentamientos, según una fuente militar.
El 23 de febrero, siete soldados progubernamentales y 16 combatientes hutíes murieron durante los combates alrededor de Mocha. También resultaron heridos doce soldados y 28 combatientes hutíes. Fuentes progubernamentales dijeron que las fuerzas gubernamentales ahora están luchando contra las fuerzas hutíes en los límites del campamento militar de Khalid Bin Walid, al este de la ciudad de Mocha.
El 6 de marzo, los enfrentamientos entre los hutíes y los leales cerca de Mocha dejaron seis combatientes hutíes muertos, dijo un funcionario médico y una fuente militar.
El 11 de marzo, siete soldados yemeníes y ocho combatientes hutíes murieron en intensos combates durante las últimas 24 horas cerca de Mocha, dijeron fuentes médicas y de seguridad.
El 16 de marzo, un barco de la guardia costera yemení fue alcanzado por una mina cerca de Mocha, matando a dos miembros del servicio e hiriendo a otros ocho, dijeron las autoridades. No está claro si la mina fue plantada por los hutíes.
El 18 de marzo, fuentes leales dijeron que al menos 45 militantes hutíes murieron después de que un ataque aéreo de la coalición saudí atacara su convoy cerca de la ciudad de Burj, al oeste de Taiz. Entre los muertos se encontraba una figura de alto rango de la milicia hutí llamada Amin al-Humaidan. El mismo día, el gobernador designado por los hutíes de Taiz, Abdu Al Janadi y el alto comandante de campo de los hutíes, Abo Ali Al Ahakim, sobrevivieron por poco a la muerte, mientras que decenas de sus guardias murieron en el ataque en la región de Burah del distrito de Maqbanah, dijeron activistas locales e informes de los medios. Entre los muertos en el ataque se encontraba el vicegobernador de Taiz designado por los hutíes, Ameen Haydan.
El 20 de marzo, al menos 11 milicianos hutíes y tres militares progubernamentales murieron en enfrentamientos en la aldea de Al-Sayar, en el sureste de la provincia de Taiz, según un comunicado emitido por el ejército yemení pro-Hadi.
El 11 de abril, oficiales de seguridad y militares dicen que las fuerzas leales lanzaron un ataque el día anterior contra los hutíes alrededor de Mocha, en el que más de 40 soldados progubernamentales, hutíes y civiles murieron durante las últimas 24 horas.
El 12 de abril, una fuente del ejército dijo que 16 combatientes hutíes y cuatro soldados progubernamentales murieron durante enfrentamientos armados en Mocha en las últimas 24 horas.
El 15 de abril, al menos 25 soldados y combatientes hutíes murieron en enfrentamientos alrededor de la base de Khaled Ibn Al-Walid cuando las fuerzas leales lanzaron un asalto para apoderarse de ella, dijeron fuentes militares y médicas.
El 19 de abril, una fuente militar dice que 17 miembros de la milicia hutí murieron y otros 20 resultaron heridos cuando aviones saudíes bombardearon posiciones hutíes al norte de Mocha.
El 26 de abril, al menos nueve combatientes hutíes murieron y más de 14 resultaron heridos en ataques aéreos llevados a cabo por la coalición aérea liderada por Arabia Saudita, Al-Waziyya y distritos de Mawza en el oeste de Taiz, según una fuente militar yemení.
El 3 de mayo, las fuerzas dirigidas por los hutíes renovaron su asalto a la ciudad portuaria occidental de Mocha, causando bajas a las fuerzas respaldadas por Arabia Saudita. Un soldado de los Emiratos Árabes Unidos y 8 soldados del gobierno con sede en Adén murieron en enfrentamientos en la costa de la provincia de Taiz.
El 8 de mayo, seis hutíes murieron y varios más resultaron heridos cuando soldados partidarios del gobierno bombardearon la montaña al-Waash, al noroeste de Taiz. Mientras tanto, una fuente militar pro-Hadi dijo que las fuerzas del ejército progubernamental atacaron los puestos de los hutíes en las afueras occidentales del campo de Khaled bin al-Walid y en el cruce de Mokha, matando al menos a 10 hutíes.
El 11 de mayo, la Guardia Republicana y los hutíes lanzaron una andanada de proyectiles de artillería contra las concentraciones de soldados sudaneses en la montaña Nabizah, en la parte norte del distrito de Mawzaa, en la provincia de Taiz. Según las fuentes, muchos soldados resultaron heridos y, según informes, su comandante murió. Dos soldados sudaneses murieron en el ataque.
El 24 de mayo de 2017, las fuerzas progubernamentales capturaron la sucursal del banco central de Yemen en el este de Taiz y se apoderaron de los edificios vecinos cerca del Palacio del Pueblo, después de feroces combates.
El 26 de mayo, al menos 20 militantes hutíes y sus aliados murieron en enfrentamientos en la provincia de Taiz, según el portavoz leal. Mientras tanto, los hutíes informaron que un ataque aéreo en el oeste de Taiz dejó tres periodistas muertos y 27 civiles heridos.
El 29 de mayo, las fuerzas leales irrumpieron en el Palacio Republicano. Fuentes civiles yemeníes confirmaron que al menos 18 hutíes murieron en los feroces enfrentamientos desde que las fuerzas progubernamentales volvieron a tomar áreas estratégicas cerca del Palacio Republicano en Taiz.
El 3 de junio, los enfrentamientos entre los hutíes y las tropas progubernamentales dejaron unas 30 personas muertas y decenas más heridas en Taiz, dijo un oficial militar.
El 13 de junio, los hutíes dispararon un misil contra un barco emiratí que salía del puerto de Mocha cerca del estrecho de Bab al-Mandab, hiriendo a un tripulante.
El 9 de julio, buques de guerra liderados por Arabia Saudita con base cerca del puerto de Mocha bombardearon varias posiciones de los hutíes ocupadas en las bases militares de Hamli y Khaled Bin-Walid en la provincia occidental de Taiz. Fuentes médicas en el área confirmaron que el bombardeo dirigido a los sitios controlados por los hutíes resultó en la muerte de 15 combatientes hutíes e hiriendo a más de 20 más.
El 12 de julio, dos grupos islamistas progubernamentales que rivalizaban entre sí se enfrentaron en la calle Jamal, Taiz. Seis hombres armados murieron de ambos lados y varios civiles resultaron heridos en el lugar, dijo una fuente médica local.
El 18 de julio, al menos 20 civiles, incluidos mujeres y niños de la misma familia, murieron en un ataque aéreo de la coalición saudí, al oeste de la ciudad de Taiz.
El 1 de agosto, tres soldados del gobierno y ocho combatientes hutíes fueron asesinados en la provincia de Taiz, según un comandante progubernamental.

#### Ofensiva en la gobernación de Al Hudaydah
El 7 de diciembre, las fuerzas anti-hutíes obtuvieron su mayor y más significativa ganancia de territorio en algún tiempo, avanzando aproximadamente 50 km desde la gobernación de Taiz hasta el distrito más meridional de la gobernación de Hudaydah, Khawkhah. Estaban a poco más de 100 km de la ciudad de Hudaydah.
El 8 de diciembre, las fuerzas antihutíes capturaron a Haymah y llegaron a las afueras de la Distrito de Hays.
El 30 de diciembre, entre 72 y 100 combatientes hutíes murieron después de que fracasara su operación de contraataque en Khokah.

### 2018

Mapa del suroeste de Yemen a partir del verano de 2018.

El 28 de enero de 2018, la fuerza pro-Hadi logró avances en los bordes occidental y oriental de Taiz. Los medios pro-Hadi dijeron que 50 combatientes hutíes murieron en dos días de batalla y las fuerzas del gobierno de Hadi presionaron para tomar el control de dos carreteras estratégicas que unen Taiz con las provincias de Hodeida e Ibb, dos importantes rutas de suministro para los militantes hutíes.
El 11 de marzo, se informó que un vehículo militar perteneciente a leales fue destruido en la costa occidental por un misil guiado y sus tripulantes murieron. Según se informa, las unidades de francotiradores hutíes mataron a tres leales en el norte del área de Yakhtal y los combatientes hutíes se enfrentaron con pistoleros respaldados por Arabia Saudita en el área de Maqbanah. Los combatientes hutíes destruyeron un vehículo militar de los hombres armados de la coalición liderada por Arabia Saudita en el sur del campamento de Khaled, además de bombardear la fuerza pro-Hadi que se reunía en el oeste del campamento.
En mayo de 2018, miles de tropas de la resistencia de Tehami, las Brigadas Gigantes y las fuerzas de la Resistencia Nacional lideradas por el general Tareq Saleh lanzaron una ofensiva masiva en ciudades y montañas clave al oeste de Taiz, se informó que su objetivo final es abrir un camino hacia el norte. hacia la ciudad portuaria de Al Hudaydah, en el Mar Rojo , una fortaleza y el último puerto importante de los hutíes. El 10 de mayo, fuerzas progubernamentales tomaron el centro del distrito de Mouza al oeste de la ciudad sureña de Taiz. El 11 de mayo, respaldado por el apoyo aéreo masivo de la coalición liderada por Arabia Saudita, las Brigadas de Gigantes progubernamentales asaltaron el campamento militar de Al Ameri al oeste de la ciudad de Taiz y tomaron el control más tarde. Mientras tanto, el distrito de Al Wazyia también fue capturado por leales. Los medios pro-Hadi afirmaron que 133 militantes hutíes se rindieron a los leales después de que fueron sitiados en el distrito de Al Waziyah. El 15 de mayo, 30 combatientes hutíes se rindieron a las fuerzas gubernamentales en el distrito de Jabal Habashy, en los límites occidentales de Taiz.

### 2019
En 2019, la guerra continúa, pero se llevó a cabo un intercambio de prisioneros en la línea del frente en Taiz el 19 de diciembre de 2019. Este intercambio liberó a 75 afiliados del gobierno reconocido internacionalmente, junto con 60 afiliados a los hutíes.

### 2020
El frente de la batalla se ha solidificado en una cicatriz a través de la ciudad, que corre de este a oeste, y la vegetación ha crecido en la tierra de nadie.
El 5 de abril, al menos 5 mujeres murieron y 28 personas resultaron heridas cuando el bombardeo alcanzó la sección de mujeres de la prisión principal de Taiz . El bombardeo procedía de la parte de la ciudad dividida controlada por los hutíes.
El 8 de abril, la coalición liderada por Arabia Saudita anunció un alto el fuego de dos semanas, en parte para evitar la pandemia de COVID-19. El viceministro de Defensa saudí, el príncipe Khalid bin Salman, tuiteó que Arabia Saudita contribuiría con 500 millones de dólares al plan de respuesta humanitaria de la ONU para Yemen en 2020 y otros 25 millones de dólares para ayudar a combatir la propagación del coronavirus.

## Destrucción del patrimonio
El 29 de julio de 2016, hombres armados salafistas volaron una mezquita del siglo XVI del jeque Abdulhadi al-Sudi que albergaba el santuario de un venerado jeque sufí. El 12 de mayo de 2015, un ataque aéreo presuntamente dirigido por Arabia Saudita en la ciudad de Taiz golpeó el castillo de Al-Qahira de 3000 años de antigüedad y causó muchos daños, mientras apuntaba a combatientes hutíes. El 28 de agosto de 2018 se reabrió el castillo.